# Rockton
Rockton é uma vila localizada no estado americano de Illinois, no Condado de Winnebago.

## Demografia
Segundo o censo americano de 2000, a sua população era de 5296 habitantes.
Em 2006, foi estimada uma população de 5424, um aumento de 128 (2.4%).

## Geografia
De acordo com o United States Census Bureau tem uma área de
9,6 km², dos quais 9,1 km² cobertos por terra e 0,5 km² cobertos por água.

## Localidades na vizinhança
O diagrama seguinte representa as localidades num raio de 16 km ao redor de Rockton.